# Lista de procuradores-gerais da República (Brasil)
Esta é a lista dos procuradores-gerais da República do Brasil.
| N.º | Imagem | Nome                                            | Início                  | Fim                     | Indicação presidencial             |
| --- | ------ | ----------------------------------------------- | ----------------------- | ----------------------- | ---------------------------------- |
| 1   |        | José Júlio de Albuquerque Barros                | 3 de março de 1891      | 31 de agosto de 1893    | Deodoro da Fonseca                 |
| 2   |        | Ovídio Fernandes Trigo de Loureiro              | 18 de setembro de 1894  | 29 de setembro de 1894  | Floriano Peixoto                   |
| 3   |        | Antônio de Sousa Martins                        | 20 de outubro de 1894   | 25 de dezembro de 1896  | Floriano Peixoto                   |
| 4   |        | Lúcio de Mendonça                               | 7 de janeiro de 1897    | 2 de agosto de 1897     | Prudente de Morais                 |
| 5   |        | Joaquim Antunes de Figueiredo Júnior            | 2 de agosto de 1897     | 23 de agosto de 1897    | Prudente de Morais                 |
| 6   |        | João Pedro Belfort Vieira                       | 24 de agosto de 1897    | 2 de agosto de 1898     | Prudente de Morais                 |
| 7   |        | Antônio Augusto Ribeiro de Almeida              | 17 de dezembro de 1898  | 11 de março de 1901     | Campos Sales                       |
| 8   |        | Epitácio Pessoa                                 | 7 de junho de 1902      | 21 de outubro de 1905   | Campos Sales                       |
| 9   |        | Pedro Antônio de Oliveira Ribeiro               | 21 de outubro de 1905   | 6 de dezembro de 1909   | Rodrigues Alves                    |
| 10  |        | Joaquim Xavier Guimarães Natal                  | 6 de dezembro de 1909   | 14 de novembro de 1910  | Nilo Peçanha                       |
| 11  |        | Antônio Augusto Cardoso de Castro               | 25 de novembro de 1910  | 26 de outubro de 1911   | Hermes da Fonseca                  |
| 12  |        | Edmundo Muniz Barreto                           | 6 de setembro de 1911   | 29 de junho de 1919     | Hermes da Fonseca                  |
| 13  |        | Antônio Joaquim Pires de Carvalho e Albuquerque | 6 de agosto de 1919     | 18 de fevereiro de 1931 | Epitácio Pessoa                    |
| 14  |        | Antônio Bento de Faria                          | 28 de março de 1931     | 14 de julho de 1934     | Getúlio Vargas                     |
| 15  |        | Carlos Maximiliano                              | 2 de agosto de 1934     | 21 de abril de 1936     | Getúlio Vargas                     |
| 16  |        | Gabriel Passos                                  | 27 de maio de 1936      | 17 de maio de 1945      | Getúlio Vargas                     |
| 17  |        | Hahnemann Guimarães                             | 17 de maio de 1945      | 31 de janeiro de 1946   | Getúlio Vargas                     |
| 18  |        | Themístocles Cavalcanti                         | 20 de fevereiro de 1946 | 6 de outubro de 1947    | Eurico Gaspar Dutra                |
| 19  |        | Luís Gallotti                                   | 13 de outubro de 1947   | 12 de setembro de 1949  | Eurico Gaspar Dutra                |
| 20  |        | Plínio Travassos                                | 23 de setembro de 1949  | 24 de janeiro de 1957   | Eurico Gaspar Dutra                |
| 21  |        | Carlos Medeiros                                 | 7 de fevereiro de 1957  | 5 de dezembro de 1960   | Juscelino Kubitschek               |
| 22  |        | Cândido de Oliveira Neto                        | 12 de dezembro de 1960  | 31 de janeiro de 1961   | Juscelino Kubitschek               |
| 23  |        | Joaquim Canuto Mendes de Almeida                | 20 de março de 1961     | 13 de setembro de 1961  | Jânio Quadros                      |
| 24  |        | Evandro Lins e Silva                            | 14 de setembro de 1961  | 23 de janeiro de 1963   | João Goulart                       |
| —   |        | Cândido de Oliveira Neto (Segundo mandato)      | 12 de fevereiro de 1963 | 6 de abril de 1964      | João Goulart                       |
| 25  |        | Osvaldo Trigueiro                               | 6 de junho de 1964      | 24 de novembro de 1965  | Humberto de Alencar Castelo Branco |
| 26  |        | Alcino Salazar                                  | 2 de dezembro de 1965   | 10 de março de 1967     | Humberto de Alencar Castelo Branco |
| 27  |        | Haroldo Valladão                                | 30 de março de 1967     | 13 de novembro de 1967  | Costa e Silva                      |
| 28  |        | Décio Miranda                                   | 24 de novembro de 1967  | 30 de outubro de 1969   | Costa e Silva                      |
| 29  |        | Francisco Xavier de Albuquerque                 | 6 de novembro de 1969   | 18 de abril de 1972     | Emílio Garrastazu Médici           |
| 30  |        | Moreira Alves                                   | 18 de abril de 1972     | 18 de junho de 1975     | Emílio Garrastazu Médici           |
| 31  |        | Henrique Fonseca de Araújo                      | 10 de julho de 1975     | 14 de março de 1979     | Ernesto Geisel                     |
| 32  |        | Firmino Paz                                     | 15 de março de 1979     | 11 de junho de 1981     | João Figueiredo                    |
| 33  |        | Inocêncio Mártires Coelho                       | 11 de junho de 1981     | 15 de março de 1985     | João Figueiredo                    |
| 34  |        | Sepúlveda Pertence                              | 15 de março de 1985     | 17 de maio de 1989      | José Sarney                        |
| 35  |        | Aristides Junqueira                             | 20 de junho de 1989     | 28 de junho de 1995     | José Sarney                        |
| 36  |        | Geraldo Brindeiro                               | 28 de junho de 1995     | 28 de junho de 2003     | Fernando Henrique Cardoso          |
| 37  |        | Claudio Fonteles                                | 30 de junho de 2003     | 29 de janeiro de 2005   | Luiz Inácio Lula da Silva          |
| 38  |        | Antonio Fernando de Souza                       | 30 de janeiro de 2005   | 28 de junho de 2009     | Luiz Inácio Lula da Silva          |
| —   |        | Deborah Duprat (interina)                       | 29 de junho de 2009     | 21 de julho de 2009     | —                                  |
| 39  |        | Roberto Gurgel                                  | 22 de julho de 2009     | 15 de agosto de 2013    | Luiz Inácio Lula da Silva          |
| —   |        | Helenita Acioli (interina)                      | 15 de agosto de 2013    | 16 de setembro de 2013  | —                                  |
| 40  |        | Rodrigo Janot                                   | 17 de setembro de 2013  | 17 de setembro de 2017  | Dilma Rousseff                     |
| 41  |        | Raquel Dodge                                    | 18 de setembro de 2017  | 17 de setembro de 2019  | Michel Temer                       |
| —   |        | Alcides Martins (interino)                      | 18 de setembro de 2019  | 26 de setembro de 2019  | —                                  |
| 42  |        | Augusto Aras                                    | 26 de setembro de 2019  | 26 de setembro de 2023  | Jair Bolsonaro                     |
| —   |        | Elizeta Ramos (interina)                        | 27 de setembro de 2023  | 18 de dezembro de 2023  | —                                  |
| 43  |        | Paulo Gonet                                     | 18 de dezembro de 2023  | em exercício            | Luiz Inácio Lula da Silva          |